# Augusto Madeira
Augusto Madeira (Rio de Janeiro, 20 de janeiro de 1970) é um ator brasileiro. Atuante no teatro, televisão e, principalmente no cinema, ele é reconhecido por diversos personagens cômicos e dramáticos. É vencedor do Grande Otelo de melhor ator coadjuvante, prêmio da academia brasileira de cinema, em 2018, por Bingo: O Rei das Manhãs.

## Biografia
Nascido no Rio de Janeiro, Augusto iniciou sua carreira como ator no teatro. Além de atuar, também trabalhou como diretor, locutor e preparador de elenco.
Madeira afirma que ser ator não era sua prioridade quando jovem. Aos 16 anos, foi assistir um espetáculo encenado por algumas de suas amigas que estudavam teatro e se interessou pelo ofício. Começou a atuar como um hobby sem intenções profissionais, mas com o tempo decidiu se profissionalizar na área.
Quando ainda era jovem, seu pai, que trabalhava no mercado financeiro, entrou em falência e foi obrigado a vender a casa onde sua família morava. Foi quando o ator decidiu se entregar para a atuação percorrendo o país em peças de teatro. À época, Augusto dividia apartamento com seu amigo, o também ator Bruno Garcia.

## Carreira
Inicialmente, começou fazendo pequenas peças de teatro junto com amigos, até se profissionalizar na área da atuação. No teatro, Augusto Madeira acumula mais de 50 peças, entre espetáculos adultos e infantis. 
No cinema, o ator começou fazendo aparições em curta-metragens, chegando a ganhar prêmios de melhor ator. Em seguida, passou a fazer parte de grandes produções nacionais se tornado um dos atores que mais fez filmes no país, sendo ao todo mais de 60 filmes.
Desde 2009, o ator coordena e ministra oficinas de preparação para novos apresentadores no canal Multishow. É recordista em aparições na série Cilada, estrelado por Bruno Mazzeo. Em 2015, foi ao ar com a série Os Experientes, da Rede Globo, dirigida por Fernando Meirelles, e integrou o elenco do programa humorístico indicado ao Emmy Zorra, também na Rede Globo.

## Filmografia

### Televisão
| Ano       | Título                                       | Perosnagem                                        | Notas                                     |
| --------- | -------------------------------------------- | ------------------------------------------------- | ----------------------------------------- |
| 2003      | A Grande Família                             | Manobrista                                        | Episódio: "O Boca Livre"                  |
| 2004      | Da Cor do Pecado                             | Apresentador do concurso de maquiagem do Abelardo | Episódio: "14 de fevereiro"               |
| 2005      | Alma Gêmea                                   | Lawyer                                            |                                           |
| 2005      | Carga Pesada                                 | Amigo de Bino                                     | Episódio: "Por Trás da Lona"              |
| 2005      | Cilada                                       |                                                   | Episódio: "Shopping"                      |
| 2006      | O Profeta                                    | Gregório                                          |                                           |
| 2007      | Toma Lá, Dá Cá                               | Soldado Heitor                                    | Episódio: "Dolly Pancada Seca"            |
| 2007      | O Sistema                                    | Gerente do Banco                                  | Episódio: "Alfa"                          |
| 2007      | Sete Pecados                                 | Promotor                                          | Episódios: "19 de novembro–1 de dezembro" |
| 2007      | Dicas de um Sedutor                          | Quizinho                                          | Episódio: "Piloto"                        |
| 2008      | Duas Caras                                   | Dr. Marcelo                                       | Episódio: "31 de maio"                    |
| 2008      | Faça Sua História                            | Passageiro                                        | Epiosódio: "O Estouro da Boiada"          |
| 2008      | Casos e Acasos                               | Edmundo / Botelho Juca / Guto                     | 4 episódios                               |
| 2009      | Negócio da China                             | Eurico Braga                                      |                                           |
| 2009      | Som & Fúria                                  | Pastor                                            | Episódio: "7 de julho"                    |
| 2009      | Norma                                        | André                                             |                                           |
| 2009      | A Grande Família                             | Rodolfo                                           | Episódio: "Fazemos Qualquer Negócio"      |
| 2009      | A Grande Família                             | Rodolfo                                           | Episódio: "O Inquilino"                   |
| 2010      | Mulher de Fases                              | Armênio                                           | Episódio: "Um Falcatrua e uma Pessoa"     |
| 2010      | Vendemos Cadeiras                            | Mauro                                             |                                           |
| 2010–2013 | Os Caras de Pau                              | Vários personagens                                |                                           |
| 2012      | Xingu                                        | Noel Nutels                                       | Telefilme                                 |
| 2013      | Adorável Psicose                             | Yurgan                                            | Episódio: "A Família Bigode"              |
| 2013      | Vai Que Cola                                 | Armando / Conde Zurique                           | Episódio: "Lady Jô's Hostel"              |
| 2013      | Sem Análise                                  | Vários                                            |                                           |
| 2013      | Agora Sim!                                   | Jurandir Feitosa                                  |                                           |
| 2013      | Junto & Misturado                            | Augusto                                           |                                           |
| 2014      | As Canalhas                                  | Ricardo Gomes                                     | Episódio: "Gilda, A Poderosa"             |
| 2014      | Trair e Coçar É só Começar                   | Emiliano                                          | Episódio: "Van Goghinho"                  |
| 2014      | Doce de Mãe                                  | Gilberto                                          |                                           |
| 2014      | Por Isso Eu Sou Vingativa                    | Enrico                                            |                                           |
| 2014      | Malhação: Sonhos                             | Arnaldo Noronha                                   |                                           |
| 2015–2016 | Zorra                                        | Vários Personagens                                |                                           |
| 2015      | Os Experientes                               | Tenente Souza                                     | Episódio: "O Assalto"                     |
| 2016      | As Grandes Entrevistas do Pasquim            | Jaguar                                            |                                           |
| 2016      | Me Chama de Bruna                            | Reginaldo                                         |                                           |
| 2017      | O Homem da Sua Vida                          | Hugo Machado                                      |                                           |
| 2017      | Ernesto, o Exterminador de Seres Monstruosos | Ernesto                                           |                                           |
| 2018      | Terrores Urbanos                             | Hélio                                             | Episódio: "O Quadro do Menino que Chora"  |
| 2018–2019 | O Mecanismo                                  | Eduardo Cunha                                     |                                           |
| 2018–2019 | Ilha de Ferro                                | Nelson Alves                                      |                                           |
| 2019      | Os Roni                                      | Plínio Peixoto                                    | Episódio: "Show do Xolinha"               |
| 2019      | Sob Pressão                                  | Eduardo                                           | Episódio: "25 de julho"                   |
| 2019      | Ninguém Tá Olhando                           | Fred Angelus                                      |                                           |
| 2019–2020 | A Divisão                                    | Tavinho Cordeiro                                  |                                           |
| 2020–2024 | Um Dia Qualquer                              | Quirino                                           |                                           |
| 2021      | Os Ausentes                                  | Waldir Santiago                                   |                                           |
| 2021-2025 | Colônia                                      | Juraci Valdez                                     |                                           |
| 2021-2022 | Nos Tempos do Imperador                      | Joaquim Martinho Filho (Quinzinho)                |                                           |
| 2022      | Família Paraíso                              | Jóia                                              | Episódio: "O Anel"                        |
| 2022      | O Rei da TV                                  | Arcílio                                           | Episódio: "A Geléia é Minha"              |
| 2022–2025 | Encantado's                                  | Leonardo (Leozinho)                               |                                           |
| 2023      | As Aventuras de José e Durval                | Geraldo Meirelles                                 |                                           |
| 2023      | B.A: O Futuro Está Morto                     | Oficial Rômulo Fernando                           |                                           |
| 2023      | Santo Maldito                                | Pastor Samuel Gonçalves                           |                                           |
| 2024      | Da Ponte Pra Lá                              | Antônio Mendes (PM. Mendes)                       |                                           |
| 2024      | Buzum                                        | Luiz Marcos                                       | Episódio: "Empata Trânsito"               |
| 2024      | A Menina Que Matou os Pais: A Série          | Astrogildo Cravinhos                              |                                           |
| 2025      | Beleza Fatal                                 | Linovaldo Paixão (Lino)                           |                                           |
| 2025      | Três Graças                                  | Rivaldo                                           |                                           |

### Cinema
| Ano  | Título                                                          | Personagem                   | Notas          |
| ---- | --------------------------------------------------------------- | ---------------------------- | -------------- |
| 1997 | Rosa                                                            | Pastor                       | Curta-metragem |
| 1998 | 750 Cidade de Deus                                              |                              | Curta-metragem |
| 2002 | Como se Morre no Cinema                                         | Ele mesmo                    | Documentário   |
| 2003 | Clandestinidade                                                 | Roberto                      | Curta-metragem |
| 2003 | Truques, Xaropes e Outros Artigos de Confiança                  | Vendedor de Ursos de Pelúcia |                |
| 2004 | Ratoeira                                                        | Marcelo                      |                |
| 2007 | Conceição - Autor Bom É Autor Morto                             | Fugitivo                     |                |
| 2007 | Tropa de Elite                                                  | Psicólogo                    |                |
| 2008 | Os Desafinados                                                  | Manolo                       |                |
| 2008 | Blackout                                                        |                              | Curta-metragem |
| 2011 | Cilada.com                                                      | Sandro                       |                |
| 2011 | VIPs                                                            | Lima (policial federal)      |                |
| 2011 | Uma Professora Muito Maluquinha                                 | Sr. Manoel                   |                |
| 2011 | Passageiro                                                      | Abel                         | Curta-metragem |
| 2011 | Palhaços Não Choram                                             | [ 24 ]                       | Curta-metragem |
| 2012 | Xingu                                                           | Noel Nutels                  |                |
| 2012 | Os Penetras                                                     | Garcom                       |                |
| 2012 | Eu Não Faço a Menor Ideia do Que Eu Tô Fazendo Com a Minha Vida | Ricardo                      |                |
| 2012 | Feijoada Completa                                               | Pedro                        | Curta-metragem |
| 2012 | O Velho e o Novo                                                | [ 29 ]                       | Curta-metragem |
| 2012 | Corda Bamba, História de Uma Menina Equilibrista                | Foguinho                     |                |
| 2013 | Laura                                                           | [ 31 ]                       | Curta-metragem |
| 2014 | Júlio Sumiu                                                     | J. Rui                       |                |
| 2014 | Trinta                                                          | Seu Amâncio                  |                |
| 2014 | Os Caras de Pau em O Misterioso Roubo do Anel                   | Mafioso                      |                |
| 2015 | Nise: O Coração da Loucura                                      | Lima                         |                |
| 2015 | O Espelho                                                       | [ 32 ]                       |                |
| 2015 | A Esperança é a Última que Morre                                | JP Macedo                    |                |
| 2015 | Bem Casados                                                     | [ 32 ]                       |                |
| 2015 | Operações Especiais                                             | Prefeito                     |                |
| 2016 | O Escaravelho do Diabo                                          | Almeida                      |                |
| 2016 | Quase Memória                                                   | Tio Alberico                 |                |
| 2016 | Uma Loucura de Mulher                                           | Cléber                       |                |
| 2016 | Vidas Partidas                                                  | Advogado de Defesa           |                |
| 2016 | Tamo Junto                                                      | Médico                       |                |
| 2017 | O Filho Eterno                                                  | Dr. Lachmann                 |                |
| 2017 | Malasartes e o Duelo com a Morte                                | Zé Candinho                  |                |
| 2017 | Altas Expectativas                                              | Locutor                      |                |
| 2017 | Bingo: O Rei das Manhãs                                         | Vasconcelos                  |                |
| 2018 | O Nome da Morte                                                 | Adilson                      |                |
| 2018 | Antes que Eu me esqueça                                         | David                        |                |
| 2018 | A Voz do Silêncio                                               |                              |                |
| 2018 | Mulheres Alteradas                                              | Irani                        |                |
| 2018 | Uma Quase Dupla                                                 | vizinho de Keyla             |                |
| 2018 | O Beijo no Asfalto                                              | Cunha                        |                |
| 2019 | Variações                                                       | Luís Vitta                   |                |
| 2019 | Domingo                                                         | Nestor                       |                |
| 2021 | Como Hackear Seu Chefe                                          | José Carlos Britto           |                |
| 2021 | Acqua Movie                                                     | Múcio, o prefeito            |                |
| 2021 | 4 x 100 - Correndo por um Sonho                                 | Victor Ferreira              |                |
| 2021 | A Menina que Matou os Pais                                      | Astrogildo Cravinhos         |                |
| 2021 | O Menino que Matou Meus Pais                                    | Astrogildo Cravinhos         |                |
| 2022 | #PartiuFama                                                     | Egídio                       |                |
| 2022 | O Clube dos Anjos                                               | João                         |                |
| 2023 | Derrapada                                                       | David                        |                |
| 2023 | A Menina que Matou os Pais - A Confissão                        | Astrogildo Cravinhos         |                |
| 2023 | Mussum, o Filmis                                                | Boni                         |                |
| 2024 | Maníaco do Parque                                               | Delegado Medeiros            |                |
| 2024 | Ninguém Sai Vivo Daqui                                          | Juraci Valdez                |                |
| 2024 | Vidro Fumê                                                      | Azevedo                      |                |
| 2025 | MMA - Meu Melhor Amigo                                          | Fabiano Gomes                |                |
| 2025 | Um Lobo entre os Cisnes                                         | Doutor Marcos                |                |
| 2025 | Os Enforcados                                                   | [ 43 ]                       |                |
| 2025 | Chico Bento e a Goiabeira Maraviósa                             | Dotô Agripino                |                |

## Teatro
| Ano  | Título                                 | Direção                        |
| ---- | -------------------------------------- | ------------------------------ |
| 2003 | O Que diz Molero                       | Aderbal Freire Filho           |
| 2005 | Um Bonde Chamado Desejo                | Monica Lasar                   |
| 2005 | A Serpente                             | Yara de Novaes                 |
| 2006 | Púcaro Bulgaro                         | Aderbal Freire Filho           |
| 2006 | O Sertão é o Mundo (Com o grupo Hombú) |                                |
| 2007 | Ensina-me a Viver                      | João Falcão                    |
| 2009 | Moby Dick (processo)                   | Aderbal Freire Filho           |
| 2010 | África                                 | Michel Berkovicht              |
| 2011 | Na Selva das Cidades                   | Aderbal Freire Filho           |
| 2012 | Jacinta                                | Aderbal Freire Filho           |
| 2019 | Brian ou Brenda                        | Yara de Novaes e Carlos Gradim |

## Prêmios e indicações
| Ano  | Prêmio                                            | Categoria                        | Nomeações                                      | Resultado |
| ---- | ------------------------------------------------- | -------------------------------- | ---------------------------------------------- | --------- |
| 2003 | Festival de Cinema de Brasília                    | Melhor Ator – Curta-metragem     | Truques, Xaropes e Outros Artigos de Confiança | Venceu    |
| 2003 | Cine PE - Festival do Audiovisual                 | Melhor Ator em Curta-metragem    | Truques, Xaropes e Outros Artigos de Confiança | Venceu    |
| 2003 | Festival de Cinema de Santos                      | Melhor Ator de Curta-metragem    | Truques, Xaropes e Outros Artigos de Confiança | Venceu    |
| 2004 | Festival de Cinema e Audiovisual de Florianópolis | Melhor Ator                      | Clandestinidade                                | Venceu    |
| 2004 | Festival de Cinema de Ribeirão Preto              | Melhor Ator                      | Clandestinidade                                | Venceu    |
| 2007 | Festival de Atibaia                               | Melhor Ator                      | No Princípio Era o Verbo                       | Venceu    |
| 2007 | Festival de Cinema de Maringá                     | Melhor Ator                      | Etnia                                          | Venceu    |
| 2008 | Festival de Cinema de Gramado                     | Melhor Ator em Curta-metragem    | Blackout                                       | Venceu    |
| 2009 | Festival de Cabo Frio                             | Melhor Ator                      | Blackout                                       | Venceu    |
| 2009 | Festival de Cinema de Cuiabá                      | Melhor Ator                      | Blackout                                       | Venceu    |
| 2009 | Festival de Pelotas (RS)                          | Melhor Ator                      | Dia de sorte                                   | Venceu    |
| 2018 | Grande Prêmio do Cinema Brasileiro                | Melhor Ator Coadjuvante          | Bingo: O Rei das Manhãs                        | Venceu    |
| 2020 | CinEuphoria Awards                                | Melhor Elenco                    | Variações                                      | Indicado  |
| 2020 | Prémios Áquila                                    | Melhor Ator Coadjuvante – Cinema | Variações                                      | Indicado  |
| 2020 | Prémios Sophia                                    | Melhor Ator Secundário           | Variações                                      | Indicado  |
| 2020 | Los Angeles Brazilian Film Festival               | Melhor Ator Coadjuvante          | Acqua Movie                                    | Venceu    |
| 2022 | Grande Prêmio do Cinema Brasileiro                | Melhor Ator Coadjuvante          | Acqua Movie                                    | Indicado  |
| 2022 | Festival de Gramado                               | Melhor Ator Coadjuvante          | O Clube dos Anjos                              | Indicado  |
| 2024 | Los Angeles Brazilian Film Festival               | Melhor Ator Coadjuvante          | Ninguém Sai Vivo Daqui                         | Indicado  |
| 2025 | Prêmio Platino de Cinema Ibero-Americano          | Melhor Ator Coadjuvante          | Ninguém Sai Vivo Daqui                         | Pendente  |